# Luca Bianchi
Luca Bianchi (Rio de Janeiro, 7 de julho de 1978) é um ator brasileiro.
O ator é tio de Sean Goldman.

## Biografia e carreira
Antes de seguir a carreira de ator, Luca era lutador de Jiu-Jitsu. Seu pai era amigo do lutador Royler Gracie e isso fez com que ele começasse a lutar desde muito pequeno. Aos cinco anos de idade já disputava campeonatos de jiu-jitsu. Bianchi nunca havia pensado em ser ator, tanto é que prestou vestibular para Educação Física. Porém já no segundo ano de faculdade começou a perceber que não era o que ele queria. O carioca resolveu fazer um teste vocacional e descobriu que tinha uma vocação artística e deveria testar este lado. Assim sendo, o ator decidiu estudar teatro e, em 1998, ingressou na Casa de Cultura Laura Alvim no Rio de Janeiro, entretanto não abandonou a faculdade porque queria ter um diploma universitário. Após um tempo estudando teatro, Luca achou que precisava se profissionalizar e foi morar em Nova Iorque para estudar no Lee Strasberg Institut, famosa escola de teatro, onde conheceu Júlia Almeida, filha do autor Manoel Carlos, que, após assistir uma apresentação do rapaz, fez um convite para que ele atuasse em sua próxima novela, Mulheres Apaixonadas. Seu personagem foi o barman Alcides, que trabalha no restaurante do hotel gerenciado por Rafael (Cláudio Marzo), e onde Téo (Tony Ramos), toca saxofone. Depois disso Luca integrou o elenco de Luz do Sol e fez uma participação no filme Tropa de Elite 2: o Inimigo agora É Outro. Entretanto, o destaque veio no longa-metragem Paraísos Artificiais onde Luca interpretou o protagonista Nando, um jovem que deixa a prisão depois de quatro anos preso por tráfico internacional de drogas. Bianchi enfrentou uma série de testes para o papel e derrotou cerca de 400 outros candidatos. Como preparação ele passou três meses — entre setembro e novembro de 2010 — numa espécie de confinamento num casarão em Laranjeiras, na Zona Sul do Rio, onde foi preparado pela polêmica Fátima Toledo para o filme de Marcos Prado. Durante as gravações ele engatou relacionamento com sua colega de cena Lívia de Bueno.
Durante o segundo semestre de 2012, rodou em São Paulo, o filme Moto Anjos, do diretor americano Joe Tripician. No longa ele faz um assaltante que anda de moto. O filme tem estreia prevista para 2014.

## Filmografia

### Televisão
| Período | Título               | Personagem | Nota(s) | Ref   |
| ------- | -------------------- | ---------- | ------- | ----- |
| 2003    | Mulheres Apaixonadas | Alcides    |         | [ 3 ] |
| 2007    | Luz do Sol           | Yan        |         | [ 2 ] |

### Cinema
| Ano  | Filme                                     | Personagem | Ref   |
| ---- | ----------------------------------------- | ---------- | ----- |
| 2010 | Tropa de Elite 2: o Inimigo agora É Outro | Rapé       | [ 2 ] |
| 2012 | Paraísos Artificiais                      | Nando      | [ 2 ] |
| 2014 | Moto Anjos                                |            | [ 2 ] |